# If You Can't Stand the Heat...
| 전문가 평가 | 전문가 평가 |
| 평가 점수   | 평가 점수   |
| 출처        | 점수        |
| ----------- | ----------- |
| Allmusic    | 4/별        |

《If You Can't Stand the Heat...》은 영국의 하드 록 밴드 스테이터스 쿠오의 열한 번째 스튜디오 음반이다.

## 배경
이 음반은 네덜란드 힐베르쉼의 위셀루드 스튜디오에서 녹음되었고 핍 윌리엄스가 프로듀싱한 이 음반은 1978년 10월에 발매되었고 영국 음반 차트에서 3위에 올랐다. 이 슬리브는 아펙스 시스템이 녹음 과정에서 사용되었기 때문에 전작인 《Rockin' All Over the World》보다 더 분위기 있는 사운드에 기여했다고 언급한다.
〈Again and Again〉은 이 음반에서 발매된 첫 번째 싱글로, 13위에 올랐다.
이 음반에서 발매된 두 번째 싱글은 36위에 머물렀던 〈Accident Prone〉의 편집 버전이었다.

## 곡 목록
| #   | 제목                           | 작사·작곡                    | 재생 시간 |
| --- | ------------------------------ | ---------------------------- | --------- |
| 1.  | 〈Again and Again〉            | 릭 파핏, 앤디 본, 재키 린튼  | 3:41      |
| 2.  | 〈I'm Giving Up My Worryin'〉  | 프랜시스 로시, 버니 프로스트 | 3:02      |
| 3.  | 〈Gonna Teach You to Love Me〉 | 앨런 랭커스터, 믹 그린       | 3:11      |
| 4.  | 〈Someone Show Me Home〉       | 로시, 프로스트               | 3:49      |
| 5.  | 〈Long Legged Linda〉          | 본                           | 3:29      |
| 6.  | 〈Oh, What a Night〉           | 파핏, 본                     | 3:46      |
| 7.  | 〈Accident Prone〉             | 핍 윌리엄스, 피터 허친스     | 5:08      |
| 8.  | 〈Stones〉                     | 랭커스터                     | 3:53      |
| 9.  | 〈Let Me Fly〉                 | 로시, 프로스트               | 4:25      |
| 10. | 〈Like a Good Girl〉           | 로시, 밥 영                  | 3:26      |

## 인증
| 국가                                                  | 인증 | 판매량/출하량 |
| ----------------------------------------------------- | ---- | ------------- |
| 오스트레일리아 (ARIA)                                 | 골드 | 20,000^       |
| 프랑스 (SNEP)                                         | 골드 | 100,000*      |
| 스위스 (IFPI 스위스)                                  | 골드 | 25,000^       |
| 영국 (BPI)                                            | 골드 | 100,000^      |
| *판매량을 기반으로 한 인증 ^출하량을 기반으로 한 인증 |      |               |